# Cycas candida
Cycas candida — вид голонасінних рослин класу саговникоподібні (Cycadopsida).
Етимологія: Від грецького candida, білий, з посиланням на біле насіння.

## Опис
Відрізняється від інших австралійських видів товстою, від середньо до темно-зеленого кольору, помірно широкими листовими асоціаціями із загнутими краями, товстою помаранчевою повстю навколо коротких, м'яких катафілів і восковим білим насінням.
Стебла дерев'янисті, 1–3 м заввишки; кора товста і пробкова. Листя глибоко зелене, напівглянцеве, 80–145 см завдовжки, помірно кілювате, зі 180—300 листочками, з помаранчевим восковим нальотом; рахіс зазвичай закінчується 3–30 мм виступом; стеблина листка 17–40 см, гола, шипувата на 5–90 % довжини; базальні листочки завдовжки 40–140 мм; серединні листочки прості, сильно знебарвлені, завдовжки 180—230 мм, поля злегка загнуті, верхівка гостра, шипувата. Катафіли лінійні, волосисті, стійкі. Пилкові шишки яйцеподібні, помаранчеві, довжиною 40 см, діаметром 14 см. Насіння плоско-яйцеподібне, довжиною 36–39 мм, шириною 29–33 мм; саркотеста оранжево-бура, сильно покрита білими порошкоподібними гранулами, товщиною 3-5 мм; склеротеста гладка.

## Поширення, екологія
Країни поширення: Австралія (Квінсленд). Цей вид локально поширений в трав'янистих рідколіссях або луках з рідкісними деревами на скелетних піщаних ґрунтах на крутих валунових схилах в основному з граніту.

## Загрози та охорона
Цей вид росте на обмеженій території й на середовища проживання може вплинути підвищена частота пожеж. Велика частина населення зберігається в англ. Paluma Range National Park.